# Darugha
Darugha, derivat del mongol daru (pressió, segellar), era el nom d'un cap de la jerarquia feudal mongola.
El primer darugha testimoniat apareix a Almaliq on hi havia un darugha al costat del kan local. Era encarregat del cens, reclutament, comunicacions postals i recaptació d'impostos, lliurant el tribut a la cort. El càrrec amb aquestes funcions va subsistir sota els il-kànides i timúrides.
Sota els safàvides fou un governador de ciutat i també un cap de policia, funcions tanmateix que exercien els darugha a Geòrgia i Armènia; també es deia darugha un funcionari encarregat de recaptar els impostos en algunes tribus.
El càrrec va existir també a l'Imperi Mogol com a encarregat dels estables reials i es va arrossegar a l'Índia Britànica primer com un funcionari de segon orde i després com a cap policial local.